# Giovanni Niccolò Servandoni
Giovanni Niccolò Servandóni (Firenze, 2 maggio 1695 – Parigi, 19 gennaio 1766) è stato un architetto, pittore e scenografo italiano.

## Biografia
Figlio di un cocchiere, Servandoni comincia la sua carriera d'artista a Roma verso 1715. Fu allievo del pittore vedutista Giovanni Paolo Pannini e studiò disegno e prospettiva presso l'incisore ed architetto Giuseppe Ignazio Rossi. Trasferitosi a Parigi nel 1724 svolse un'intensa e geniale attività nel campo della scenografia per l'Académie Royale de Musique et Danse (futura Opéra National de Paris) di cui per un certo periodo fu il primo scenografo e il direttore delle macchine. 
La prima messa in scena fu Orione di Louis de Lacoste a cui seguirono oltre 60 produzioni con grande successo di pubblico e di critica, tra cui nel 1735 Les Indes galantes di Jean-Philippe Rameau. Nei suoi allestimenti teatrali, Servandoni utilizzava particolari effetti prospettici, con punti di fuga molto scorciati, una tecnica già utilizzata dalla famosa famiglia dei Galli da Bibbiena.
Nel 1731 fu ammesso all'Académie royale de peinture et de sculpture come pittore di rovine antiche.
Manifestò anche un grande talento per gli allestimenti effimeri, progettando gli apparati per la celebrazione della nascita del Delfino (1729) insieme al suo vecchio maestro Pannini giunto da Roma. Nel 1736 realizzò il baldacchino nella crociera del transetto e l'altare della chiesa di San Bruno delle Certose di Lione.
Lasciò Parigi nel 1745 perseguitato dai debiti.
Lavorò quindi a Lisbona, Dresda, Vienna e Londra soprattutto per le corti dei sovrani che apprezzavano molto il suo talento per gli allestimenti di feste e celebrazioni.
A Londra, nel 1748, curò un memorabile allestimento in Hyde Park per la grande celebrazione della pace di Aquisgrana con magnifici fuochi d'artificio prodotti da una gigantesca macchina di legno di cui rimangono i disegni, mentre l'orchestra suonava la Musica per i reali fuochi d'artificio di Georg Friedrich Händel, posta su di un'isola galleggiante che si incendiò a causa dei fuochi.

## Saint-Sulpice

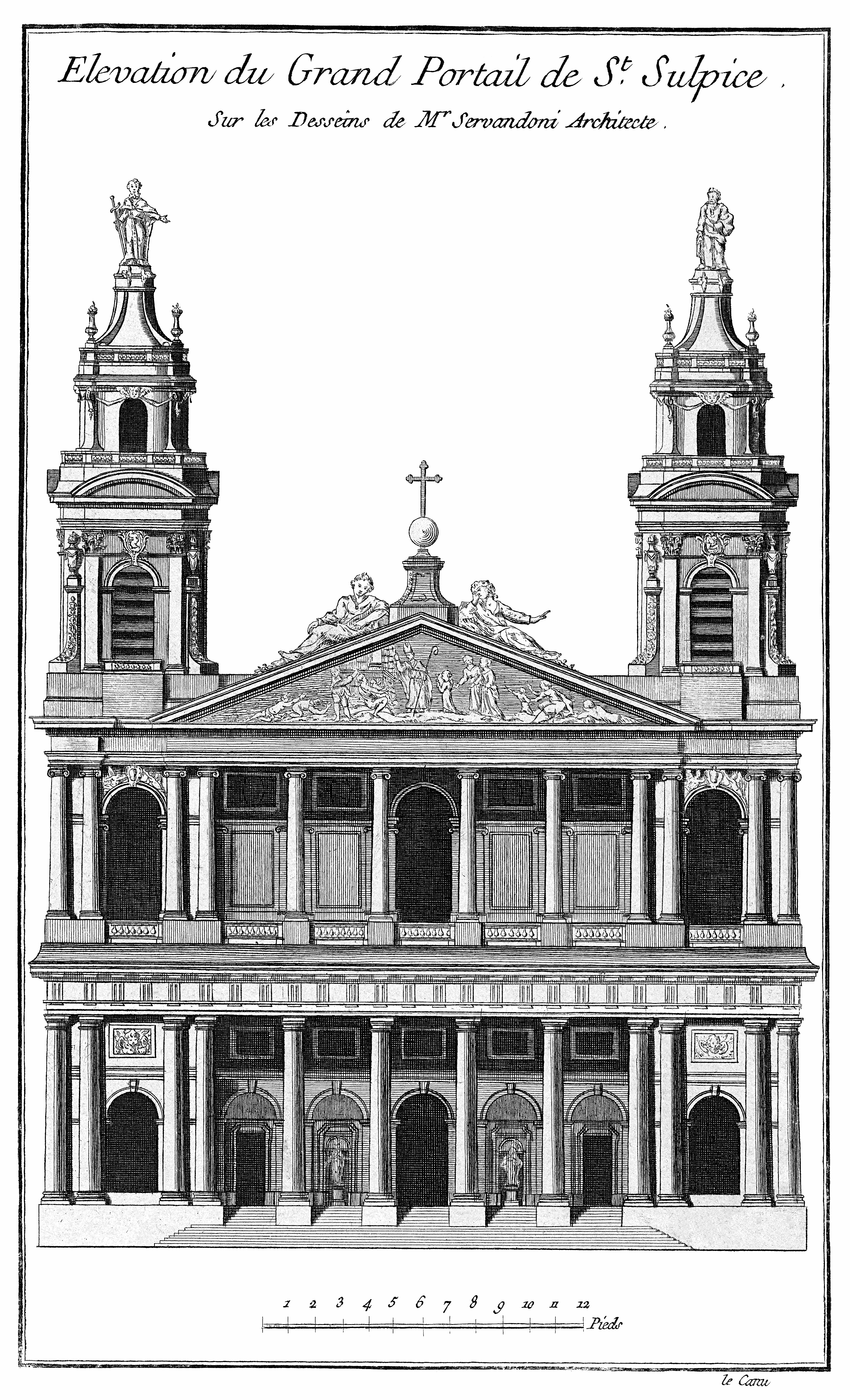
Progetto della facciata di Saint-Sulpice, 1732

La sua opera architettonica più conosciuta è la facciata della chiesa di Saint-Sulpice (1732-54) a Parigi, per la quale vinse un concorso. Per la chiesa, anni prima aveva curato la ricostruzione della chapelle de la Vierge.
La facciata viene considerata, in anticipo sui tempi, una delle prime realizzazioni del neoclassicismo nonostante la presenza delle due torri laterali che assecondano un modello gotico. La realizzazione risente forse dell'influenza dell'opera di Christopher Wren che Servandoni ebbe modo di conoscere durante il soggiorno a Londra, modificando il progetto originale del 1732.
Nel 1752 progetta una piazza semicircolare di fronte alla chiesa, ma venne realizzato solo uno degli edifici che la dovevano comporre.